# The Island (film 2005)
The Island è un film del 2005 diretto da Michael Bay, con protagonisti Ewan McGregor e Scarlett Johansson.
Il film segue la storia di Lincoln Six Echo, confinato insieme ad altri suoi simili in una struttura altamente organizzata in clonazione umana a scopo di trapianto e di maternità surrogata.

## Trama
Anno 2019. Una contaminazione globale ha reso inabitabile quasi l'intera superficie terrestre e i pochi sopravvissuti vivono in una gigantesca struttura altamente tecnologica dove la vita è organizzata e controllata sin nei minimi dettagli, dalla dieta ai singoli contatti tra i vari membri della comunità. Una lotteria organizzata dai gestori della comunità seleziona a cadenza regolare alcuni sopravvissuti per destinarli a un'isola, considerata “l'ultimo ambiente naturale privo di patogeni”, dove l'umanità potrà ricominciare il proprio corso.
Il protagonista, Lincoln-6-Echo, aspetta da tre anni di vincere la lotteria, ma, a differenza di tutti gli altri abitanti, mette costantemente in dubbio l'ambiente in cui vive. Egli nota infatti diverse stranezze nella comunità (come il continuo arrivo di sopravvissuti da un ambiente esterno che a lui risulta essere invivibile da anni) e desidera avere delle risposte; a peggiorare la sua inquietudine, Lincoln è continuamente tormentato da un incubo in cui vede sé stesso a bordo di una barca di nome “Renovatio” diretta verso l'isola, che tuttavia non raggiunge mai perché annega. L'unico che pare disposto ad ascoltarlo è James "Mac" McCord, un tecnico della struttura.
Un giorno, Lincoln trova un insetto vivo in una sezione riservata dell'impianto in cui vive e inizia a mettere in dubbio l'esistenza stessa della contaminazione. Seguendo l'insetto, Lincoln arriva in un centro medico situato ai piani superiori della struttura e qui assiste con orrore alla morte degli ultimi due vincitori della lotteria: Lima-1-Alpha viene uccisa con un'iniezione letale subito dopo aver dato alla luce un bambino e Starkweather-2-Delta eliminato per prelevargli il fegato. Lincoln capisce così che non esiste nessun'isola e che i vincitori sono tutti destinati a una morte orrenda, anche se non ne comprende il motivo, e corre a salvare la sua amica Jordan-2-Delta, che ha appena vinto la lotteria. I due, dopo un frenetico inseguimento da parte degli addetti alla sicurezza, prima si ritrovano in una stanza con strani esseri umanoidi e una voce che ripete sempre di "Andare sull'isola.." poi riescono a scappare dalla struttura (che scoprono trovarsi in realtà sottoterra: il paesaggio che vedono dagli edifici è solo un ologramma). I sospetti di Lincoln sono così confermati: non esiste nessuna contaminazione.
Il dottor Merrick, a capo della comunità, ingaggia il veterano di guerra e mercenario Albert Laurent per riprendere i fuggitivi. Nel colloquio tra i due viene alla luce tutta la verità: i “sopravvissuti” della comunità sono in realtà cloni di esseri umani che abitano nel mondo, creati come vere e proprie riserve di organi dei loro originali (o anche, come accaduto per Lima-1-Alpha, per portare avanti delle gravidanze). Merrick dirige un'azienda biotecnologica che si occupa di clonare i clienti per creare questi doppi, definiti "agnati"; (gli esseri umani visti dai due fuggiaschi). Ciò che nessuno sa è che gli “agnati” sono veri e propri esseri viventi e non semplici colture cellulari, come Merrick vuole far credere. Lo scienziato è infatti costretto a inscenare una vita fittizia per i cloni poiché, senza un'esistenza cosciente, gli organi risulterebbero inefficaci per i trapianti; la storia della “contaminazione” serve a controllare e mantenere i cloni all'interno del complesso, e non è altro che il risultato di una memoria indotta artificialmente, così come la vita che i cloni credono di aver vissuto prima della “contaminazione”. Il meccanismo della lotteria, infine, serve a prelevare i cloni al momento opportuno senza destare sospetti: anche la cosiddetta isola, che i cloni sono mentalmente condizionati a ritenere il proprio unico scopo nella vita, non è nient'altro che un'illusione. Oltre allo scienziato e al mercenario, solo i vari uomini e donne che lavorano nella struttura sanno la verità.
Lincoln e Jordan, intanto, rintracciano McCord, in un bar la cui insegna è la stessa di una scatola di fiammieri vuota regalata a Lincoln, che spiega loro la realtà dei fatti e li indirizza ai loro rispettivi originali, il designer Tom Lincoln (che ha progettato, tra l'altro, la "Renovatio", la barca che 6-Echo vede spesso in sogno) e la supermodella Sarah Jordan. McCord viene presto ucciso dai sicari di Laurent e i due cloni riescono a malapena a sfuggire agli inseguitori e raggiungere Los Angeles, dove cercano notizie dei loro originali. Sarah Jordan è tuttavia irreperibile, in quanto in coma dopo un incidente automobilistico (Jordan-2-Delta aveva “vinto” la lotteria perché la sua originale necessita di un trapianto multiplo di organi), così i due decidono di rivolgersi a Tom Lincoln. Dopo essere sfuggiti più volte a Laurent e alla sua squadra, Lincoln e Jordan riescono finalmente a incontrare l'originale Tom Lincoln. Questi, dapprima allibito, in seguito pare decidere di aiutare i due a far sapere al mondo della fabbrica degli orrori di Merrick; in realtà, tradisce Lincoln per consegnarlo a Laurent (in quanto avrà bisogno a breve del clone, essendo malato di cirrosi epatica). In un drammatico confronto, Lincoln riesce a farsi passare per l'originale e Tom Lincoln viene ucciso da Laurent (Jordan sa infatti quando l'amico mente e lo informa in tempo). Lincoln torna quindi da Jordan e tra i due sboccia un sentimento che conferma definitivamente la loro umanità: l'amore.
Nel frattempo, Merrick scopre che il comportamento inquieto e ribelle di Lincoln è dovuto ad uno sviluppo cerebrale anormale di origine sconosciuta che ha fatto acquisire al clone i ricordi e le conoscenze del suo originale (in quanto il nome della barca è scritto in latino, lingua a lui mai insegnata); decide dunque di eliminare l'intera generazione di cloni Echo e tutte quelle successive, in quanto potrebbero manifestare la stessa anomalia, cosa effettivamente già evidente in almeno due soggetti, Jones-3-Echo e Gandu-3-Echo.
Lincoln, contattato dall'azienda di Merrick che per scusarsi è disposta a offrirgli un nuovo clone come ”polizza assicurativa” (termine con cui vengono ufficiosamente chiamati i cloni), viene a sapere che elimineranno i difettosi. Lincoln e Jordan decidono di intervenire disattivando il sistema olografico della struttura, cosa che svelerebbe a tutti i cloni la verità. Lincoln viene recuperato dall'assistente di Merrik invece, Jordan si fa catturare di proposito da Laurent, il quale però comincia ad avere dubbi sulla moralità di quello che accade nella struttura, dubbi poi confermati quando in un breve, ma rivelativo dibattito, il mercenario vede le manie di grandezza che ormai dominano Merrick. Una volta all'interno, i due cloni si infiltrano nella sezione logistica della struttura per disattivare l'impianto olografico e salvare gli altri cloni dalla cancellazione. Merrick, intanto, ha scoperto che il corpo riportato da Laurent è quello di Tom Lincoln e decide di occuparsi di persona di 6-Echo; nello scontro che segue, Lincoln riesce ad uccidere Merrick e disattiva il sistema olografico, mentre Jordan e Laurent, che alla fine ha deciso di schierarsi con i cloni, salvano gli "agnati" destinati all'eliminazione.
Il film si chiude con tutti gli “agnati” della comunità che escono nel mondo esterno che non hanno mai potuto conoscere, finalmente liberi di vivere una vita vera, mentre l'ultima scena vede Lincoln viaggiare sul mare a bordo della barca “Renovatio” in compagnia di Jordan come accadeva nel sogno del clone.

## Colonna sonora
La colonna del film, composta da Steve Jablonsky, contiene in particolare la traccia My name is Lincoln che fu riutilizzata due anni dopo dal film storico Elizabeth: The Golden Age, in parte anche dal film Transformers diretto dallo stesso Michael Bay, nel trailer di Avatar di James Cameron e in quello di Sette anime con Will Smith.
Tracce:
1. The Island Awaits You (2:21)
2. Where Do Those Tubes Go (2:04)
3. Sector 6 (2:46)
4. Starkweather (4:10)
5. Agnate Ukuleles (2:37)
6. You Have A Special Purpose In Life (4:33)
7. Mass Vehicular Carnage (2:22)
8. Renovatio (4:09)
9. I'm Not Ready To Die (2:31)
10. This Tongue Thing's Amazing (4:27)
11. Mass Winnings (5:06)
12. The Craziest Mess I've Ever Seen (5:05)
13. Send In The Clones (4:28)
14. My Name Is Lincoln (3:39)
15. Blow (5:16)

## Distribuzione
È uscito nelle sale americane il 22 luglio 2005 e nelle sale italiane il 26 agosto 2005, mentre in chiaro è stato trasmesso su Italia 1 il 28 aprile 2008.

## Accoglienza

### Incassi
Il film, prodotto dalla Warner Bros. e scritto da Caspian Tredwell-Owen, Alex Kurtzman e Roberto Orci, è costato 126 milioni di dollari e ne ha guadagnati 163 totali nelle sale cinematografiche.

## Casi mediatici
I creatori del film del 1979 Parts: The Clonus Horror, anch'esso riguardante la clonazione umana a scopo di trapianto, querelarono la Dreamworks per violazione del copyright nel 2005. La Dreamworks tentò di far archiviare la causa, ma questa fu accettata in giudizio dal giudice federale in quanto furono evidenziati 103 punti di indiscutibile similarità, attualmente non accessibili in quanto negli atti secretati del processo.
Nel 2006 la Dreamworks decise di patteggiare fuori dalle aule del tribunale concordando alla controparte una somma non resa pubblica.